# Pero aeniasaria
Pero aeniasaria là một loài bướm đêm trong họ Geometridae.